# Sesiosa laosensis
Sesiosa laosensis là một loài bọ cánh cứng trong họ Cerambycidae.